# 維戈達 (古西亞京區)
49°2′26″N 25°52′12″E / 49.04056°N 25.87000°E
維戈達（烏克蘭語：Вигода），是烏克蘭的村落，位於該國西部捷爾諾波爾州，由喬爾特基夫區負責管轄，距離加金基夫齊1.5公里，始建於1715年，面積1.18平方公里，2001年人口317。